# Вестхафен-Тауэр
Башня Вестхафен (нем. Westhafen Tower, Башня Западного порта) — 30-этажный небоскрёб в районе Гутлейтфиртель во Франкфурте, Германия. Здание было спроектировано архитекторами Schneider & Schumacher и завершено в 2004 году.

## Строительство
Снаружи здание имеет форму цилиндра, но этажи имеют квадратную форму, образуя 18 зимних садов между интерьером и экстерьером[неизвестный термин]. Каждый из 30 надземных этажей имеет арендуемую площадь около 820 квадратных метров. Одной из архитектурных особенностей является ромбовидная структура фасада с 3556 треугольными стеклянными панелями, образующими внешнюю оболочку.
Структура стеклянного фасада здания напоминает ребристую поверхность типичного франкфуртского бокала для сидра. Поэтому здание в народе называют das Gerippte, что буквально означает «Ребристый».
Часть треугольных сегментов стекла может автоматически открываться для проветривания в нижнем углу. Полы обогреваются встроенными конвекторами под окнами, а охлаждение осуществляется через охлаждающий потолок.

## Арендаторы
В Westhafen Tower находится штаб-квартира Европейского управления страхования и пенсий.
|  |